# Daníel Ágúst
Daníel Ágúst Haraldsson (født 26. august 1969) er en islandsk sanger og musiker. Internationalt er han bl.a. kendt for sin sang "Það sem enginn sér" der fik 0 point, ved Eurovision Song Contest 1989 i Lausanne, Schweiz. 